# Temporada de huracanes del Atlántico de 2021
La temporada de huracanes en el  Atlántico de 2021 fue la tercera temporada de huracanes del Atlántico más activa registrada, produciendo veintiún tormentas nombradas; también fue la segunda temporada consecutiva después de 2020, y la tercera en general, en la que se agotó la lista designada de veintiún nombres de tormentas. También fue el sexto año consecutivo en el que hubo actividad de ciclones tropicales por encima del promedio desde 2016. Además, con un daño total de más de $80 mil millones, fue la cuarta temporada más costosa registrada después de 2024, 2005 y  2017. Ocho tormentas con nombre azotaron a los Estados Unidos que es la tercera mayor cantidad de la historia, solo por detrás de la temporada de 2020 con 11 y de 1916 con 9. Entre esta temporada y la de 2020, 19 sistemas tropicales con nombre tocaron tierra en el país conjuntamente, superando el récord anterior de 15 establecido durante las temporadas de 2004 y 2005 juntas. La temporada comenzó el 1 de junio y finalizó el 30 de noviembre. Estas fechas, adoptadas por convención, describen históricamente el período de cada año en el que se forman la mayoría de los ciclones tropicales del Atlántico. Sin embargo, la ciclogénesis tropical o subtropical es posible en cualquier época del año, como fue el caso de esta temporada, cuando la tormenta tropical Ana se formó el 22 de mayo, siendo el séptimo y último año consecutivo en que se formó una tormenta antes del inicio designado de la temporada.
Tres tormentas con nombre se formaron en junio, empatando el récord de mayor desarrollo en ese mes y entre ellas Claudette que provocó fuertes precipitaciones en partes de Guatemala, el sur de México, la Costa del golfo de Estados Unidos y Costa este de Estados Unidos dejando 17 fallecidos y un daño total de $375 millones. El 30 de junio se formó la Depresión tropical Cinco y el 1 de julio se convirtió en Elsa y se convirtió además en la quinta tormenta con nombre en formación más temprana registrada superando a la tormenta tropical Edouard en 2020. Más tarde se convirtió en el primer huracán de la temporada y causó impactos significativos en partes del Caribe y a gran parte de la Costa este de los Estados Unidos, con alrededor de $1.2 mil millones en daños y matando a 13 personas a su paso. Luego de más de un mes de inactividad, en agosto la tormenta tropical Fred inundó partes del Caribe y el sureste de los Estados Unidos, lo que resultó en aproximadamente $1.3 mil millones en daños y 7 fallecimientos. El Huracán Grace afectó partes del Caribe a mediados de mes y se intensificó en el primer huracán importante de la temporada como un huracán de categoría 3 antes de tocar tierra en el estado mexicano de Veracruz, causando 16 muertes y alrededor de $ 513 millones en daños en las Antillas Mayores y México. El 22 de agosto, Henri azotó Rhode Island y provocó inundaciones y fuertes vientos en el noreste de los Estados Unidos, con daños estimados en $700 millones de dólares y dejó además 2 fallecidos. El 29 de agosto, el Huracán Ida se convirtió en el segundo huracán mayor de la temporada y fue el ciclón tropical más mortífero y destructivo de toda la temporada después de azotar el sureste de Luisiana con una fuerza de categoría 4, en el aniversario 16 en que el Huracán Katrina diezmara esa misma región. Después de arrasar en Luisiana y avanzar tierra adentro, Ida provocó inundaciones catastróficas y generó varios tornados destructivos en el noreste de los Estados Unidos. Las estimaciones de daños de la tormenta fueron de alrededor de $75.25 mil millones, lo que contribuyó a más del 93% del daño total causado en la temporada 2021 y además, mató a 109 personas, directa o indirectamente, en todas las regiones afectadas. 
En septiembre hubo una explosión de actividad tropical en el Atlántico con la formación de 9 ciclones tropicales nombrados, convirtiéndolo en el segundo septiembre más activo registrado, solo por detrás de septiembre de 2020. El Huracán Larry se convirtió en el tercer gran huracán de la temporada el 4 de septiembre alcanzando su punto máximo como un poderoso huracán de categoría 3 de alto nivel sobre el Atlántico abierto antes de tocar tierra en la provincia canadiense de Terranova y Labrador como huracán de categoría 1 provocando daños de $25 millones y matando a 5 personas en el Caribe y la Costa este de Estados Unidos por el fuerte oleaje. El 9 de septiembre, Mindy tocó tierra en Florida provocando daños mínimos pero su precursor dejó fuertes lluvias en la Península de Yucatán, México lo que resultó en 23 muertes y alrededor de $75 millones en daños. A mediados de mes, el Huracán Nicholas se desplazó de manera errática tanto dentro como fuera de las costas de Texas y Luisiana. Las inundaciones de agua dulce, las inundaciones costeras y los vientos generados por Nicholas dejaron alrededor de $1 mil millones de dólares en daños y 4 fallecimientos. El Huracán Sam se convirtió en el sistema más intenso de la temporada y en el cuarto y último huracán importante, alcanzando su punto máximo como un fuerte huracán de categoría 4 de alto nivel a finales de septiembre sin causar daños ni muertes pues se movió sobre aguas abiertas. Un solo ciclón tropical con nombre se desarrolló en octubre, Wanda, lo que convierte a octubre de 2021 en uno de los menos activos registrados. El precursor de Wanda provocó fuertes vientos en la Costa este de Estados Unidos a finales del mes, lo que resultó en un fallecimiento.
Los ciclones tropicales durante esta temporada causaron colectivamente 197 muertes y más de $80.4 mil millones en daños, lo que la convierte en la cuarta temporada más costosa registrada, detrás de 2005, 2017 y 2022. Esta temporada, el Centro Nacional de Huracanes (NHC, por sus siglas en inglés) comenzó a emitir pronósticos meteorológicos tropicales regulares el 15 de mayo, dos semanas antes que en el pasado. El cambio se implementó dado que los sistemas nombrados se habían formado en el Océano Atlántico antes del inicio de la temporada en cada uno de los seis ciclos anteriores. Antes del comienzo de la temporada, la Administración Nacional Oceánica y Atmosférica (NOAA) desplegó cinco drones de vela modificados de clase huracán en ubicaciones clave alrededor de la cuenca y, en septiembre, uno de los barcos estaba en posición de obtener videos y datos del interior del Huracán Sam. Fue el primer buque de investigación en aventurarse en medio de un gran huracán.

## Pronósticos
Antes y durante cada temporada de huracanes, los servicios meteorológicos nacionales, las agencias científicas y destacados expertos en huracanes emiten varios pronósticos de actividad de huracanes. Estos incluyen pronosticadores del Centro Nacional de Predicción de Huracanes y Clima de la Administración Nacional Oceánica y Atmosférica (NOAA) de los Estados Unidos, Tropical Storm Risk, la Met Office del Reino Unido y Philip J. Klotzbach, William M. Gray y sus asociados en el Universidad Estatal de Colorado (CSU). Los pronósticos incluyen cambios semanales y mensuales en factores importantes que ayudan a determinar la cantidad de tormentas tropicales, huracanes y huracanes importantes dentro de un año en particular. Según Administración Nacional Oceánica y Atmosférica (NOAA) y CSU, la temporada promedio de huracanes del Atlántico entre 1991 y 2020 contenía aproximadamente 14 tormentas tropicales, 7 huracanes, 3 huracanes mayores y un índice de Energía Ciclónica Acumulada (ACE) de 72 a 111 unidades. La  Administración Nacional Oceánica y Atmosférica (NOAA) generalmente clasifica una temporada como superior al promedio, promedio o inferior al promedio según el índice ACE acumulativo, pero ocasionalmente también se considera el número de tormentas tropicales, huracanes y huracanes importantes dentro de una temporada.

### Previsiones de pretemporada
El 9 de diciembre de 2020, Tropical Storm Risk (TSR) emitió un pronóstico de rango extendido para la temporada de 2021, prediciendo una actividad que está por encima de lo normal. En este informe, la organización predice 16 tormentas nombradas, 7 huracanes y 3 huracanes mayores. Los principales factores detrás de su predicción se deben al desarrollo esperado de un La Niña débil para el tercer trimestre de 2021. El 8 de abril de 2021, la Universidad Estatal de Colorado (CSU) junto al experto Philip Klotzbach emitieron su pronóstico para la temporada de 2021, prediciendo una actividad por encima de lo normal, con 17 tormentas nombradas, 8 huracanes, 4 huracanes de gran intensidad y un índice de ECA de 150 unidades, superior al promedio y con un 69% para Estados Unidos y un 58% para el Caribe de que un huracán mayor toque tierra. Las razones principales de este pronóstico son la ausencia de El Niño y aguas calientes en el Atlántico. El 13 de abril de 2021, Tropical Storm Risk (TSR) actualizó su pronóstico prediciendo 17 tormentas nombradas, 8 huracanes y 3 huracanes de importantes, con un índice de ACE de 134 unidades. Ese mismo día, la Universidad de Arizona (UA) emitió su pronóstico prediciendo una actividad por encima de lo normal, con 18 tormentas nombradas, 8 huracanes, 4 huracanes de gran intensidad y con un índice de ECA de 137 unidades. El 14 de abril de 2021, la Universidad Estatal de Carolina del Norte (NCSU), emitió su pronóstico, prediciendo una temporada superior al promedio, con 15-18 tormentas con nombres, de 7-9 huracanes y 2-3 huracanes de gran intensidad. El 15 de abril de 2021, The Weather Company (TWC) emitió su pronóstico para esta temporada, prediciendo una temporada superior al promedio con 18 tormentas nombradas, 8 huracanes y 3 huracanes importantes. Las principales causas de este pronóstico son las cálidas temperaturas del agua en el Atlántico, Caribe y Golfo de México y también la no presencia de El Niño para esta temporada. El 13 de mayo de 2021, The Weather Company (TWC) actualizó su pronóstico prediciendo nuevamente una temporada superior al promedio con 19 tormentas nombradas, 8 huracanes y 4 huracanes de gran intensidad. Los motivos de este pronóstico son las cálidas temperaturas de la superficie del Océano Atlántico, Mar Caribe y Golfo de México y el ENSO neutral que favorece la ocurrencia de ciclones tropicales.
El 20 de mayo de 2021, la Administración Nacional Oceánica y Atmosférica (NOAA) emitió su pronóstico para la temporada, prediciendo una temporada superior al promedio con 13-20 tormentas nombradas, 6-10 huracanes y 3-5 huracanes de gran intensidad. Las principales razones de este pronóstico son la fase neutral de El Niño (ENSO) y la probabilidad de que en el pico de la temporada esté presente La Niña, además, las temperaturas de la superficie del mar en el Océano Atlántico tropical y en el Mar Caribe están más cálidas de lo normal, vientos alisios tropicales del Atlántico más débiles y un monzón mejorado en África Occidental. Ese mismo día la Oficina meteorológica de Reino Unido emitió su pronóstico para la temporada prediciendo una temporada cerca del promedio con 14 tormentas nombradas, 7 huracanes y 3 huracanes importantes. El 27 de mayo de 2021, Tropical Storm Risk (TSR) actualizó su pronóstico por tercera vez, aumentando su pronóstico con respecto al mes de abril, prediciendo una temporada igualmente por encima de la media, con 18 tormentas nombradas, 9 huracanes, 4 huracanes de gran intensidad y un índice de ECA de 140 unidades aproximadamente. Las razones de este pronóstico son las aguas calientes en la superficie del mar, vientos alisios más débiles que favorecen las formaciones de organismos ciclónicos y también condiciones neutrales de ENSO en el Pacífico ya que si no está el niño presente las condiciones en el Atlántico, Mar Caribe y Golfo de México son favorables para la ocurrencia de estos fenómenos.

### Previsiones en la media temporada
El 3 de junio, la Universidad Estatal de Colorado (CSU) publicó un pronóstico actualizado, que convocó a 18 tormentas nombradas, 8 huracanes, 4 huracanes mayores y un índice de ECA de 150 unidades. Las razones de este pronóstico son las condiciones neutrales de ENSO, en vez de El niño, temperaturas oceánicas más calientes de lo normal y vientos alisios y vientos cortantes favorables para el desarrollo de ciclones tropicales. El 16 de junio la Universidad de Arizona actualizó su pronóstico para la temporada pidiendo una temporada nuevamente por encima de lo normal con 19 tormentas nombradas, 6 huracanes, 4 huracanes de gran intensidad y un índice de ECA de 183 unidades aproximadamente. Las razones de este prónostico se deben a la ausencia de El Niño en el Pacífico ecuatorial. También las temperaturas del mar están un poco por encima del promedio. Los expertos se refirieron a que las temperaturas de la superficie del mar están un poco más frías en comparación con el año pasado y el año 2017 que estaban un poco más cálidas. El 6 de julio, TSR publicó su tercer pronóstico para la temporada, aumentando ligeramente su número a 20 tormentas con nombre, 9 huracanes y 4 huracanes importantes. Esta predicción se basó en gran medida en su expectativa de que se desarrolle un La Niña débil para el tercer trimestre del año. El 8 de julio, la Universidad Estatal de Colorado (CSU) lanzó su tercer pronóstico actualizado para la temporada de huracanes de 2021 elevando sus números a 20 tormentas nombradas, 9 huracanes, 4 huracanes de gran intensidad y un índice de ECA de aproximadamente 160 unidades. Las razones de este nuevo pronóstico se deben al fuerte monzón en África Occidental, vientos en los niveles superiores propicios para el desarrollo ciclónico, temperaturas de la superficie del mar en el Atlántico y el Caribe más cálidas de lo normal y además, la probabilidad de que El niño esté presente para el verano y otoño es extremadamente baja. El niño reduce normalmente la actividad de los huracanes en el Atlántico a través de aumentos en la cizalladura vertical del viento. El 2 de agosto la Oficina meteorológica de Reino Unido actualizó su pronóstico para la temporada prediciendo nuevamente una temporada cerca del promedio con 15 tormentas nombradas, 6 huracanes y 3 huracanes importantes El 4 de agosto, la Administración Nacional Oceánica y Atmosférica (NOAA) actualizó su pronóstico para la temporada, prediciendo una temporada superior al promedio con 15-21 tormentas nombradas, 7-10 huracanes y 3-5 huracanes de gran intensidad. Las principales razones de este pronóstico son la fase neutral de El Niño (ENSO) y la probabilidad de que en el pico de la temporada esté presente La Niña, además de la reducción del viento cortante vertical (shear) y la intensificación del Monzón de África Occidental. El 5 de agosto, TSR publicó su cuarto pronóstico para la temporada, disminuyendo ligeramente su número a 18 tormentas con nombre, 7 huracanes y 3 huracanes importantes. El 5 de agosto, la Universidad Estatal de Colorado (CSU) lanzó su cuarto pronóstico actualizado para la temporada de huracanes de 2021 disminuyendo ligeramente sus pronósticos con respecto al pronóstico antetior con 18 tormentas nombradas, 8 huracanes, 4 huracanes de gran intensidad y un índice de ECA de aproximadamente 150 unidades. Las razones de este pronóstico por encima de lo normal se deben a que la probabilidad de que esté El niño este año son extremadamente bajos. Las temperaturas de la superficie del mar del pacífico en el Pacífico oriental y central son ligeramente más frías de lo normal.

## Resumen de la temporada

### Actividad

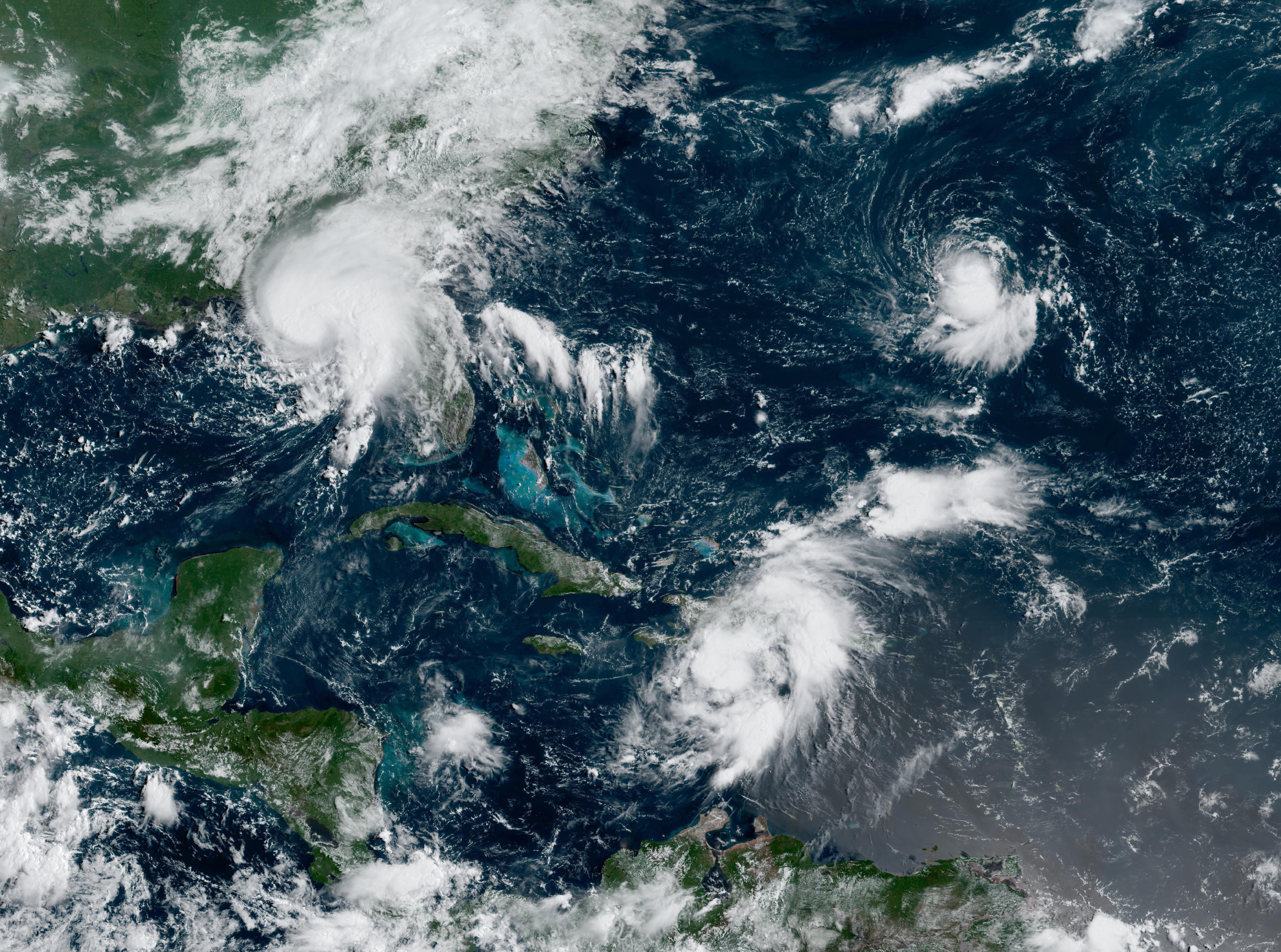
Tres ciclones tropicales presentes en el Atlántico simultáneamente el 16 de agosto. Fred (izquierda), Grace (abajo derecha) y la Depresión Tropical Ocho que más tarde se convertiría en el Huracán Henri (arriba derecha).

La temporada de huracanes en el Atlántico de 2021 comenzó diez días antes, con la formación de la Tormenta tropical Ana, lo que convierte a esta temporada en el séptimo año consecutivo en el que se forma un ciclón tropical o subtropical antes del inicio oficial de la temporada el 1 de junio, extendiendo el período de (2015-2020). Ana se formó en un lugar donde no se habían documentado tormentas tropicales en el mes de mayo desde al menos 1950. A mediados de junio, una baja no tropical de rápido desarrollo en alta mar de la costa de Carolina del Norte se convirtió en la Tormenta tropical Bill, la cual duró solo dos días antes de volverse extratropical. En junio se formó también Claudette poco antes de llegar a Luisiana y transitó por los estados del sur-sureste de los Estados Unidos y también se formó la tormenta tropical Danny frente a la costa de Carolina del Sur. En general, junio presentó tres tormentas con nombre, empatado con 1886, 1909, 1936 y 1968 como la mayor cantidad durante ese mes. Elsa se formó el 30 de junio y se convirtió en tormenta tropical al día siguiente lo que la convierte en la tormenta con letra E más temprana registrada, superando el récord anterior por cinco días, establecido por la Tormenta tropical Edouard en 2020. Elsa se convirtió en el primer huracán de la temporada el 2 de julio antes de impactar el Caribe y tocar tierra en Cuba y más tarde, trajo impactos al este de los Estados Unidos, golpeando Florida el 7 de julio y Nueva York y Rhode Island el 9 de julio. Después de Elsa hubo una parada de actividad tropical por más de un mes debido a condiciones desfavorables en toda la cuenca.
El 11 de agosto, Fred se formó en el Caribe oriental, trayendo impactos menores a Las Antillas y el sureste de Estados Unidos. Un par de días después, Grace se formó y se fortaleció hasta convertirse en el segundo huracán y el primer huracán mayor de la temporada el 21 de agosto, y trajo impactos a La Española, Jamaica, Islas Caimán y el este de México. Henri, se desarrolló el 15 de agosto cerca de las Bermudas y deambuló durante varios días antes de convertirse en el tercer huracán de la temporada el 21 de agosto antes de impactar a Nueva Inglaterra y causar inundaciones récord en algunos lugares. Hacia fines de mes, el Huracán Ida se formó, causando daños importantes en el oeste de Cuba antes de intensificarse rápidamente hasta convertirse en el cuarto huracán y segundo huracán importante de la temporada el 29 de agosto como un huracán de categoría 4 y golpear el sureste de Luisiana con una intensidad máxima. Sus restos generaron un brote de tornado mortal e inundaciones generalizadas en todo el noreste de los Estados Unidos. Otras dos tormentas tropicales, Kate y Julian, también se formaron brevemente durante este tiempo, pero permanecieron en el mar sin ofrecer peligro para tierra. 
El Huracán Larry también se formó el último día de agosto como depresión tropical y se convirtió en el quinto huracán de la temporada a principios de septiembre. Se fortaleció hasta convertirse en el tercer gran huracán de la temporada el 4 de septiembre y más tarde se convirtió en el primer huracán en tocar tierra en Terranova desde Igor en 2010. A medida que se acercaba el punto medio de la temporada de huracanes, la tormenta tropical Mindy se formó el 8 de septiembre y tocó tierra en el Panhandle de Florida poco después. Fue seguido por el Huracán Nicholas, que se formó el 12 de septiembre, y se convirtió en el sexto huracán de la temporada el 14 de septiembre antes de tocar tierra a lo largo de la costa central de Texas dos días después. Fueron seguidas por tres tormentas tropicales, Odette, Peter y Rose, que fueron dirigidas por los vientos dominantes lejos de cualquier interacción con la tierra. El ajetreado ritmo de formación de tormentas continuó hasta finales de septiembre. Sam se desarrolló en el Atlántico central y procedió a intensificarse rápidamente de una depresión tropical al séptimo y último huracán de la temporada dentro de las 24 horas del 23 y 24 de septiembre. Sam alcanzó su punto máximo el 26 de septiembre como un categoría 4 de alto nivel convirtiéndose así en el cuarto y último huracán importante de la temporada. Siguió siendo un gran huracán durante casi ocho días consecutivos, el tramo continuo más largo con esa intensidad para un huracán en el Atlántico desde Iván, en 2004. Mientras tanto, la tormenta subtropical Teresa, se formó al norte de las Bermudas el 24 de septiembre y fue de corta duración. La tormenta tropical Victor se formó a finales del mes en una latitud inusualmente baja de 8.1° N lo que lo convierte en la segunda tormenta nombrada en el Atlántico que se ha formado más al sur, empatado con Kirk de 2018 también a 8.1° N y solo superado por un huracán de 1902 sin nombre a 7.7° N. Con la formación de 9 tormentas nombradas durante este mes, septiembre de 2021 se convirtió en el segundo septiembre más activo registrado, solo superado por septiembre de 2020 con la formación 10 ciclones tropicales nombrados.
Después de esta intensa actividad tropical, inesperadamente hubo una parada de casi cuatro semanas de la actividad en toda la cuenca principalmente debido a la presencia de aire más seco. Por primera vez desde 2006 y solo la segunda vez durante la era hiperactiva que comenzó en 1995, no se desarrollaron tormentas con nombre entre el 6 y el 30 de octubre. Finalmente la tormenta subtropical Wanda se formó en el Atlántico norte central el 30 de octubre y se volvió completamente tropical el 1 de noviembre. Este sistema era la misma tormenta que anteriormente había traído lluvia y ráfagas de viento dañinas al sur de Nueva York y Nueva Inglaterra como un potente nordeste. El 7 de noviembre, Wanda completó la transición a un ciclón extratropical poniendo fin a la intensa temporada de huracanes en el Atlántico de 2021.

### Energía Ciclónica Acumulada (ACE)
La actividad estacional se reflejó con un índice de Energía Ciclónica Acumulada de 145.5575 unidades, la ECA es, en términos generales, una medida del poder de un huracán multiplicado por el tiempo que existió; por lo tanto, las tormentas duraderas y los sistemas particularmente fuertes dan como resultado altos niveles de la ECA. La medida se calcula según los avisos completos para ciclones con intensidad de tormenta tropical: tormentas con vientos que superan las 39 mph (63 km/h).

## Ciclones tropicales

### Tormenta tropical Ana
El 19 de mayo, el Centro Nacional de Huracanes (NHC) comenzó a monitorear un área al noreste de las Bermudas para detectar la formación de una baja no tropical debido al potencial de ciclogénesis tropical o subtropical. El 20 de mayo, como se pronosticó, un sistema de baja presión no tropical se desarrolló aproximadamente a 600 millas (965 km) al este-sureste de Bermuda, con estimaciones de satélite que indicaban que los vientos huracanados estaban siendo producidos por la baja más tarde ese día. El sistema comenzó a adquirir características subtropicales el 22 de mayo a las 00:00 UTC, y ese mismo día a las 06:00 UTC, el sistema se convirtió en una tormenta subtropical, asignándole el nombre de Ana, localizada en ese momento a 175 millas (284 km) al noreste de Bermudas, marcando el inicio oficial de la temporada de huracanes en el Atlántico de 2021 y marcando también el séptimo año consecutivo récord con actividad antes del inicio oficial de la temporada el 1 de junio. El movimiento de Ana cambió de oeste-suroeste a oeste más tarde en el día mientras permanecía incrustado dentro de un nivel superior bajo más grande y sin ningún flujo de salida anticiclónico en el nivel superior, evitando que Ana alcanzara el estatus de ciclón completamente tropical. Sin embargo, el campo de viento de la tormenta comenzó a contraerse y un área pequeña pero persistente de tormentas oscureció el centro. Al día siguiente, el 23 de mayo a las 00:00 UTC, Ana se había convertido en una tormenta completamente tropical a medida que aceleraba hacia el noreste. Seis horas después, a las 06:00 UTC de ese día, Ana había alcanzado su máxima intensidad con vientos máximos sostenidos de 75 km/h (45 mph) y una presión central mínima de 1004 mbar. Sin embargo, las frescas temperaturas de la superficie del mar y el aire muy seco en el nivel medio hicieron que el centro estuviera casi desprovisto de convección. Como resultado Ana comenzó a debilitarse a partir de las 12:00 UTC de ese día. Apenas 18 horas después de completar la transición tropical, el 23 de mayo a las 18:00 UTC, Ana se había convertido en un remanente bajo a 525 millas (850 km) al noreste de Bermudas cuando se emitió su aviso final.
El acercamiento del sistema precursor de Ana justificó la emisión de una Alerta de Tormenta Tropical por parte del Servicio Meteorológico de Bermuda para la isla el 20 de mayo. La alerta permaneció en efecto mientras el sistema pasó a una tormenta subtropical justo al noreste de la isla el 22 de mayo. Sin embargo, la alerta se suspendió poco después.

### Tormenta tropical Bill
Un área no tropical de baja presión se formó a unas 150 millas (240 km) al sur de Wilmington, Carolina del Norte, el 13 de junio y comenzó a monitorearse para detectar un posible desarrollo tropical, aunque las posibilidades de que ocurriera inicialmente se consideraron bajas. Sin embargo, de la noche a la mañana, el sistema se organizó rápidamente con una convección amplia y profunda y una pequeña formación de núcleo. A las 06:00 UTC del 14 de junio, el sistema se convirtió en la Depresión Tropical Dos a 110 millas (117 km) al este-sureste de Cape Fear, Carolina del Norte. La depresión se aceleró hacia el noreste en las horas siguientes, y la convección disminuyó brevemente como resultado de la cizalladura del viento y la circulación quedó expuesta, como se ve en las imágenes de satélite visibles. Doce horas más tarde, a las 18:00 UTC de ese día, la depresión se fortaleció en la tormenta tropical Bill cuando la tormenta desarrolló un grupo más definido de tormentas al noreste del centro, mientras que un pase de dispersómetro confirmó además que el ciclón estaba produciendo vientos huracanados y estaba localizada en ese momento a 135 millas (217 km) al este de Cabo Hatteras, Carolina del Norte. Bill se intensificó el 15 de junio y la convección se organizó en un patrón de banda curva a pesar de la cizalladura del viento. La tormenta alcanzó su intensidad máxima a las 12:00 UTC de ese día, con vientos máximos sostenidos de 100 km/h (65 mph) y una presión mínima de 992 mbar. A pesar de que se estaba desarrollando una estructura de núcleo apretado, el aire seco comenzó a envolver la sección sureste de la tormenta poco después de ese momento. La fuerte cizalladura del viento expuso y alargó el centro de Bill hacia el suroeste de la convección mientras corría hacia el noreste a más de 35 mph (56 km/h). Cerca de las 00:00 UTC del 16 de junio, Bill hizo la transición a un ciclón extratropical a 320 millas (515 km) al este-sureste de Halifax, Nueva Escocia.

### Tormenta tropical Claudette
El 11 de junio, el Centro Nacional de Huracanes (NHC) en Miami comenzó a monitorear un potencial bajo tropical en el Golfo de México. Inicialmente, el sistema se movió lentamente hacia el sur y provocó fuertes lluvias en el sur de México y América Central. Luego deambuló con una circulación vagamente definida en la Bahía de Campeche durante unos días. Luego, el sistema comenzó a moverse hacia el norte y desarrolló una circulación muy amplia. El 17 de junio a las 18:00 UTC, el NHC comenzó a emitir avisos sobre el sistema como Potencial Ciclón Tropical Tres ubicado en ese momento en el Golfo de México. Los datos satelitales indicaron vientos con fuerza de tormenta tropical el 18 de junio a las 18:00 UTC, pero la tormenta aún carecía de una circulación de bajo nivel bien desarrollada. A medida que el sistema se movía hacia el sur de Luisiana 
a fines del 18 de junio, las imágenes de satélite finalmente revelaron una circulación superficial suficientemente bien definida y a las 00:00 UTC del 19 de junio, el NHC clasificó el sistema a tormenta tropical, asignándole el nombre de Claudette a 80 millas (130 km) al sur de Morgan City, Luisiana. Poco después de su formación como tormenta tropical, Claudette tocó tierra en Terrebonne Parish, Luisiana a las 04:30 UTC de ese día, en su máxima intensidad, con vientos de 75 km/h (45 mph) y una presión mínima de 1003 mbar. Claudette luego se debilitó en una depresión tropical a medida que avanzaba hacia el interior a las 18:00 UTC de ese día y produjo vientos racheados en áreas de Misisipi, Alabama, Georgia y partes de Florida. El 21 de junio a las 06:00 UTC, Claudette se volvió a fortalecer en una tormenta tropical con su centro ubicado sobre Carolina del Norte. Después de entrar en el Océano Atlántico a las 15:00 UTC, Claudette se alejó de la costa de Estados Unidos, antes de degenerar en un canal de baja presión a las 06:00 UTC del 22 de junio.
Se registraron fuertes lluvias y vientos con fuerza de tormenta tropical en gran parte del sureste de los Estados Unidos. Claudette generó varios tornados, incluido un tornado EF2 que causó daños importantes e hirió a 20 personas en East Brewton, Alabama. Se confirmaron al menos 14 muertes en Alabama. Las fuertes lluvias del precursor de Claudette mataron a 2 personas en México y 1 en Guatemala. Claudette dejó a su paso $375 millones de dólares en daños.

### Tormenta tropical Danny
El 26 de junio, el Centro Nacional de Huracanes (NHC) comenzó a monitorear una perturbación para el desarrollo de ciclón tropical a medida que el sistema pasaba a varios cientos de millas al sur de las Bermudas. Aproximadamente 24 horas después, las observaciones de los barcos, las boyas y las imágenes de satélite revelaron que una pequeña área de baja presión se desarrolló a unas 500 millas (800 km) al este-sureste de la frontera entre Georgia y Carolina del Sur, en un área de presiones superficiales decrecientes, aunque tormentas eléctricas desorganizadas permaneció desplazada al noroeste del centro debido a los fuertes vientos en los niveles superiores producidos por una baja cercana en los niveles superiores. Además, la actividad convectiva del sistema también se organizó mejor. Más tarde, cuando se acercó a Carolina del Sur y cruzó las cálidas aguas de la Corriente del Golfo, la circulación del sistema se volvió bien definida y, como resultado, el sistema se convirtió en la Depresión tropical Cuatro a las 18:00 UTC del 27 de junio a 
400 millas (645 km) al este-sureste de Charleston, Carolina del Sur.
La depresión luego giró hacia el oeste-noroeste y cuando un avión de reconocimiento confirmó los vientos huracanados, incluido el equipo de radar en Charleston, el sistema se actualizó aún más a la tormenta tropical Danny a las 06:00 UTC del 28 de junio, a unas 225 millas (360 km) al suroeste de Charleston, Carolina del Sur, convirtiéndola en la cuarta tormenta nombrada de la temporada de huracanes en el Atlántico de 2021. Posteriormente, la convección de la tormenta explotó mientras continuaba su trayectoria hacia el oeste-noroeste; sin embargo, la intensificación de Danny fue algo inhibida por la interacción terrestre de Carolina del Sur. A las 18:00 UTC de ese día, alcanzó su intensidad máxima con vientos máximos sostenidos de 75 km/h (45 mph) y una presión barométrica mínima de 1009 mbar. Manteniendo constantemente su movimiento, Danny tocó tierra en Pritchards Island, Carolina del Sur, al norte de Hilton Head como una tormenta tropical mínima a las 23:20 UTC de ese día, con vientos de 65 km/h (40 mph) y una presión de 1010 mbar, lo que indicó que la tormenta se debilitó un poco antes de moverse hacia el interior. Al entrar en la parte centro-este de Georgia, el sistema se debilitó hasta convertirse en una depresión tropical a las 00:00 UTC del 29 de junio, como lo demostraron los datos del radar Doppler y las observaciones de superficie. Mientras estaba situado sobre Georgia, Danny se disipó a las 06:00 UTC de ese día, ya que su centro de circulación de bajo nivel se volvió mal definido.
Danny produjo precipitaciones totales de hasta 3 pulgadas (76,2 mm) en partes de Carolina del Sur en cuestión de horas después de tocar tierra, lo que provocó inundaciones repentinas menores en áreas pobladas. Los rayos causaron daños a algunas estructuras, mientras que algunos árboles fueron derribados en Savannah, Georgia por el viento. Danny produjo fuertes lluvias en partes del área metropolitana de Atlanta a medida que avanzaba hacia el oeste.

### Huracán Elsa
A las 12:00 UTC del 29 de junio el Centro Nacional de Huracanes (NHC) comenzó a monitorear una onda tropical a unas 800 millas (1300 km) al oeste de las islas de Cabo Verde. La ola se organizó rápidamente a medida que avanzaba hacia el oeste, incrementando su convección el 30 de junio y como resultado se convirtió en la Depresión tropical Cinco a las 18:00 UTC de ese mismo día ubicada a unos 1610 km (1000 millas) al este-sureste de la isla de Barbados después de que se encontrara una circulación bien definida y esto convirtió a la depresión, que más tarde sería la Tormenta tropical Elsa, en el segundo ciclón que más al este se forma en una temporada en el mes de junio solo por detrás de un ciclón tropical en 1933. La apariencia de su satélite continuó mejorando gradualmente, con características de bandas prominentes al oeste de su centro. Un pase de dispersómetro avanzado también reveló que el sistema poseía una circulación de bajo nivel mejor definida, aunque todavía ligeramente alargada al sur y al oeste. Como resultado, a las 00:00 UTC del 1 de julio, la depresión se intensificó aún más hasta convertirse en una tormenta tropical, y el NHC le asignó el nombre de Elsa. Esto también convirtió a Elsa en la tormenta con nombre de letra E más temprana registrada, superando el récord anterior de la Tormenta tropical Edouard del año anterior, que se formó el 6 de julio. Elsa se fortaleció cintínuamente durante el resto de ese día a medida que aceleraba hacia el oeste, y a las 12:00 UTC del 2 de julio, el NHC actualizó a Elsa a un huracán de categoría 1 justo al sur de Barbados después de que los datos de satélite mostraran vientos de 120 km/h y una presión de 995 mbar. Esto convirtió a Elsa en el huracán más oriental registrado en la MDR, al sur de 23,5 ° N , tan temprano en el calendario desde 1933. Alrededor de ese tiempo, Elsa se movía a una velocidad de avance de 47 km/h (29 mph), lo que lo convierte en el ciclón tropical atlántico de más rápido movimiento registrado en rápida intensificación en los trópicos profundos o el Golfo de México y también la primera tormenta que experimentó una rápida intensificación en esa parte del Atlántico a principios de temporada desde otra tormenta en 1908.Después de convertirse en huracán Elsa continuó intensificándose rápidamente a medida que pasaba cerca de Santa Lucía y San Vicente y las Granadinas y a las 18:00 UTC de ese día alcanzó su máxima intensidad con vientos máximos sostenidos de 140 km/h (85 mph) y una presión mínima central de 991 mbar. Temprano el 3 de julio Elsa comenzó a debilitarse debido a la presencia de viento cortante y además porque se movía demasiado rápido a unos 55 km/h (35 mph) lo que provocó que Elsa se desacoplara y que su centro de circulación quedara expuesto. Como resultado, a las 12:00 UTC de ese día, Elsa se debilitó y se degradó a una tormenta tropical justo al sur de República Dominicana recorriendo alrededor de 1210 km (750 millas) en apenas 24 horas o lo que es lo mismo que se movió en 24 horas a razón de 50 km/h (30 mph). Durante el resto de ese día Elsa pasó al sur de Haití y continuó debilitándose y posteriormente, el movimiento de traslación de Elsa se redujo significativamente a 22 km/h (14 mph) el 4 de julio, ya que el centro de la tormenta se trasladó al este debajo de la región con la convección más fuerte, mientras pasaba al norte de Jamaica. Temprano el 5 de julio Elsa incrementó un poco sus vientos y a las 18:00 UTC de ese día tocó tierra en la Ciénaga de Zapata, Cuba, con vientos máximos de 100 km/h (65 mph) y una presión de 1005 mbar. Debido a la interacción con tierra cubana Elsa se debilitó un poco y temprano el 6 de julio, emergió al Golfo de México y comenzó a fortalecerse más tarde ese día pasando bien cerca de Dry Tortugas. A las 00:00 UTC del 7 de julio, Elsa volvió a fortalecerse hasta convertirse en un huracán de categoría 1, con vientos de 120 km/h (75 mph) y una presión central de 996 mbar. Sin embargo, varias horas más tarde, a las 06:00 UTC, la cizalladura del viento y un arrastre de aire seco hicieron que Elsa se debilitara de nuevo a una tormenta tropical. Elsa continuó moviéndose hacia el norte, y a las 14:30 UTC de ese día tocó tierra en el condado de Taylor, Florida cerca de Fish Creek con vientos máximos de 100 km/h (65 mph) y una presión mínima de 1000 mbar. La tormenta se debilitó después de tocar tierra bajando sus vientos hasta los 75 km/h (45 mph). Después, Elsa comenzó a acelerar gradualmente hacia el noreste y se volvió a intensificar un poco temprano el 9 de julio debido al forzamiento baroclínico ya situado sobre el mar muy cerca de la costa de Nueva Jersey. A las 15:00 UTC de ese día la tormenta tocó tierra cerca de East Hampton, Nueva York y a las 16:30 volvió a tocar tierra cerca de Westerly, Rhode Island ambas veces con vientos de 95 km/h (60 mph) y una presión central se 999 mbar. Apenas 1 hora y 30 minutos después de tocar tierra, Elsa se convirtió en un ciclón postropical a las 18:00 UTC de ese día sobre el este de Massachusetts.
Se emitieron alertas de ciclones tropicales para una gran área de las Antillas Mayores y Menores y gran parte de la costa este de los Estados Unidos en previsión de Elsa. Cuando Elsa pasó a toda velocidad por el resto de las Antillas, causó grandes daños a las islas. En Barbados, la tormenta derribó árboles, dañó techos, provocó cortes de energía generalizados y provocó inundaciones repentinas. En los Estados Unidos, una persona murió por la caída de un árbol en Florida y otras diecisiete resultaron heridas en una base militar de Georgia durante un  tornado EF1. Al menos 13 personas fueron asesinadas por Elsa, incluidos 9 migrantes cubanos que se ahogaron en el Estrecho de la Florida intentando llegar a Estados Unidos, 2 en República Dominicana, una en Martinica y una en los Estados Unidos. Elsa causó alrededor de $1.2 mil millones en daños, en el Caribe y los Estados Unidos.

### Tormenta tropical Fred
El 4 de agosto a las 12:00 UTC, el Centro Nacional de Huracanes (NHC) notó una perturbación en medio del Atlántico. Consolidado en un entorno favorable para el desarrollo, el NHC comenzó a emitir avisos sobre el sistema como Potencial Ciclón Tropical Seis el 9 de agosto a las 18:00 UTC localizado al este de las Antillas Menores. El sistema continuó organizándose a medida que se acercaba a las Islas de Sotavento; sin embargo, el sistema carecía de un centro bien definido. El 11 de agosto a las 00:00 UTC, el sistema se convirtió en una tormenta tropical y se le dio el nombre de Fred a unas 50 millas (80 km) al sur-sureste de Ponce, Puerto Rico después de que los datos de radar, las observaciones de reconocimiento y las observaciones de superficie revelaran vientos con fuerza de tormenta tropical y una circulación mejor definida. El sistema se movió sobre el Mar Caribe hasta tocar tierra en San Cristóbal, República Dominicana aproximadamente a las 17:00 UTC del 11 de agosto con vientos máximos sostenidos de 75 km/h (45 mph) y una presión mínima de 1005 mbar. A medida que el sistema se movía sobre La Española, se desorganizó debido al terreno montañoso de la isla. En consecuencia, a las 00:00 UTC del 12 de agosto, el sistema se debilitó hasta convertirse en una depresión tropical sobre La Española. Después de emerger de nuevo sobre las aguas al norte del Paso de los vientos a las 09:00 UTC, Fred había perdido la mayoría de su actividad de tormenta eléctrica sobre el centro. A medida que Fred se desvió lentamente hacia el oeste-noroeste, las continuas condiciones desfavorables llevaron a Fred a luchar por reorganizarse y se convirtió nuevamente en una tormenta tropical a las 00:00 UTC del 13 de agosto a unas 50 millas (80 km) al este-noreste de Holguín, Cuba. Las desfavorables condiciones hicieron que Fred nuevamente se debilitara en una depresión tropical justo antes de tocar tierra en Cayo Romano, Cuba a las 12:00 UTC de ese mismo día con vientos máximos de 55 km/h (35 mph) y una presión de 1010 mbar. El 14 de agosto a las 00:00 UTC, el cizallamiento causado por una vaguada en un nivel superior sobre el Golfo de México y la interacción terrestre con Cuba hicieron que Fred degenerara en una ola abierta sobre el centro de Cuba. 36 horas después, el 15 de agosto a las 12:00 UTC, después de emerger al Golfo de México, Fred se regeneró a tormenta tropical nuevamente a unas 160 millas (260 km) al oeste de Naples, Florida ya que el sistema tenía un centro de bajo nivel bien definido. A las 18:00 UTC del 16 de agosto, Fred alcanzó su intensidad máxima con vientos de 100 km/h (65 mph) y una presión mínima de 991 mbar. Una hora más tarde, a las 19:00 UTC, la tormenta tocó tierra en la Península de Saint Joseph, Florida en su máxima intensidad. Fred comenzó a debilitarse poco después a medida que aceleraba hacia el norte-noreste y se convirtió en una depresión tropical a las 12:00 UTC del 17 de agosto sobre el este de Alabama. Cerca de las 00:00 UTC del 18 de agosto, Fred degeneró en un remanente bajo sobre Pensilvania y el NHC emitió su aviso final mientras continuaba debilitándose.
Fred mató a 7 personas en Estados Unidos. Una persona murió en un accidente automovilístico debido a un hidroplaneo en el Condado de Bay, Florida. En Carolina del Norte, las graves inundaciones llevaron al rescate de 98 personas, mientras que 6 personas murieron y 20 permanecieron desaparecidas. Fred dejó aproximadamente $1.3 mil millones de dólares en daños a su paso.

### Huracán Grace
El Centro Nacional de Huracanes (NHC) comenzó a monitorear una onda tropical al sur de las islas de Cabo Verde a las 18:00 UTC del 10 de agosto. La ola comenzó a fusionarse y para las 15:00 UTC del 13 de agosto, el NHC la designó como Potencial Ciclón Tropical Siete debido a la amenaza que representaba para algunas islas y comenzó a emitir avisos. Sin embargo, después de que finaliza cada temporada de huracanes el Centro Nacional de Huracanes (NHC) hace un análisis detallado de cada sistema tropical formado y en el análisis a Grace se descubrió que a las 06:00 UTC del 13 de agosto se convirtió en una depresión tropical situada a unos 1415 km (880 millas) al este de las Islas de Sotavento. La depresión continuó fortaleciéndose lentamente durante el resto de ese día y el 14 de agosto a las 12:00 UTC se convirtió en la Tormenta tropical Grace. Sin embargo, Grace se debilitó a una depresión tropical el 15 de agosto alrededor de las 00:00 UTC mientras estaba justo al norte de la isla caribeña de Guadaluoe. Durante las próximas 36 horas, Grace permaneció como una depresión tropical, pasando justo al sur de Puerto Rico en la tarde de ese día. La depresión mostró signos de organización y aumentó un poco su convección y como resultado se volvió a convertir en una tormenta tropical a las 12:00 UTC del 16 de agosto a 65 km (40 millas) al este de la Isla Beata en la República Dominicana. A las 16:30 UTC de ese día tocó tierra justo al sur de Oviedo en la República Dominicana con vientos máximos sostenidos de 65 km/h (40 mph) y una presión central mínima de 1007 mbar. Continuando hacia el oeste-noroeste, Grace rozó la costa sur de Haití temprano el 17 de agosto donde provocó fuertes lluvias y fuertes ráfagas de viento cerca del epicentro del gran terremoto de Haití de 2021. Después de rozar a Haití, Grace comenzó a intensificarse y a las 14:00 UTC del 17 de agosto tocó tierra en Jamaica cerca de Black Hill, con vientos de 95 km/h (60 mph) y una presión mínima de 1004 mbar. Después de dejar a Jamaica, Grace continuó intensificándose debido a las condiciones favorables y se organizó rápidamente a medida que pasaba al sur de las Islas Caimán. A las 12:00 UTC del 18 de agosto Grace se había intensificado hasta convertirse en un huracán de categoría 1 con vientos máximos sostenidos de 120 km/h (75 mph) y una presión mínima de 993 mbar. La intensificación de Grace no se detuvo y a las 09:45 UTC del 19 de agosto, tocó tierra cerca de Tulum, en la Península de Yucatán, en México, con vientos máximos sostenidos de 140 km/h (85 mph) y una presión mínima de 978 mbar. Más tarde, a las 12:00 UTC de ese día, Grace se debilitó nuevamente a una tormenta tropical debido a la interacción con tierra mientras cruzaba la Península de Yucatán y sus vientos tocaron fondo en 85 km/h (50 mph) mientras que su presión ascendió hasta los 998 mbar. En la noche de ese día Grace entró en aguas cálidas del Golfo de México donde comenzó a fortalecerse rápidamente y se volvió a convertir en un huracán de categoría 1 a las 12:00 UTC del 20 de agosto. Solo seis horas después, a las 18:00 UTC, Grace alcanzó el estatus de huracán de Categoría 2 al sostener vientos de 155 km/h (100 mph) y tener una presión de 975 mbar. Bastaron solo seis horas más para que Grace se convirtiera en el primer huracán importante de la temporada a las 00:00 UTC del 21 de agosto, momento en el que se encontró además en su intensidad máxima como un huracán de categoría 3 de vientos máximos sostenidos de 195 km/h (125 mph) y una presión central mínima de 967 mbar. Alrededor de las 05:30 UTC de ese día, Grace tocó tierra de nuevo en territorio de México cerca de Tecolutla, Veracruz, en su máxima intensidad. Después de tocar tierra, se debilitó rápidamente al ingresar al terreno montañoso de México y a las 12:00 UTC ya era una tormenta tropical con vientos de 110 km/h (70 mph). La tormenta continuó debilitándose rápidamente sobre los terrenos accidentados de México y finalmente a las 18:00 UTC de ese día Grace se disipó completamente. Los restos de Grace se trasladaron al Océano Pacífico oriental y allí se convirtieron en la Tormenta tropical Marty.
En Haití, Grace exacerbó los efectos de un terremoto tres días antes del paso de la tormenta. Las calles se inundaron y se reportaron apagones en Jamaica. En México, la tormenta provocó deslizamientos de tierra y destruyó edificios. En total, Grace mató a 16 personas: 4 en Haití y 12 en México. La tormenta causó daños estimados en $513 millones (2021 USD).

### Huracán Henri
A las 00:00 UTC del 15 de agosto, el Centro Nacional de Huracanes comenzó a monitorear un sistema de baja presión pequeño pero bien definido a 200 millas al norte-noreste de Bermuda antes de que fuera denominado Invest 96L. A las 18:00 UTC de ese mismo día, el sistema se intensificó hasta convertirse en la Depresión Tropical Ocho cuando los datos de los satélites geoestacionarios mostraron que la convección estaba lo suficientemente organizada como para ser considerada un ciclón tropical situado a unos 240 km (150 millas) al noreste de Bermudas. Veinticuatro horas más tarde, a las 18:00 UTC del 16 de agosto, el sistema se actualizó a tormenta tropical y recibió el nombre de Henri. Debido a la persistente cizalladura del viento, el centro estaba constantemente cerca del borde occidental de su convección. En la tarde del 18 de agosto, Henri se intensificó en una tormenta tropical de alto nivel cuando la convección se organizó y envolvió un centro de circulación de nivel medio llegando a sostener vientos de 110 km/h (70 mph). Sin embargo, el centro de bajo nivel permaneció cerca del borde de la convección debido a la cizalladura del viento. Durante los siguientes tres días, Henri permaneció como una fuerte tormenta tropical aunque sus vientos máximos fluctuaron entre los 100 km/h (65 mph) y 110 km/h (70 mph) mientras se curvaba hacia el norte al rodear el borde occidental del Anticiclón de las Azores. A las 12:00 UTC del 21 de agosto, Henri se fortaleció hasta convertirse en un huracán de categoría 1 cuando la cizalla se relajó, lo que permitió que los centros de circulación de nivel bajo y medio se alinearan. Henri alcanzó su intensidad máxima a las 06:00 UTC del 22 de agosto como un huracán mínimo con vientos de 120 km/h (75 mph) y una presión central mínima de 986 mbar. Sin embargo solo seis horas después se debilitó a una tormenta tropical de alto nivel a las 12:00 UTC del 22 de agosto cuando se acercó al sur de Nueva Inglaterra. La tormenta tocó tierra en Block Island, Rhode Island a las 15:20 UTC de ese día con vientos máximos sostenidos de 100 km/h (65 mph) y una presión de 987 mbar y casi una hora después, a las 16:15 UTC volvió a tocar tierra cerca de Westerly, Rhode Island, igualmente con vientos máximos sostenidos de 100 km/h (65 mph) pero con una presión central de 987 mbar. Poco después de tocar tierra por segunda vez, Henri se debilitó rápidamente hasta convertirse en una depresión tropical a las 00:00 UTC del 23 de agosto al hacer un pequeño bucle. Finalmente, a las 18:00 UTC de ese día, Henri degeneró en un remanente bajo a medida que aceleraba hacia el este-noreste mientras estaba situado sobre el sur-sureste del estado de Nueva York.
A pesar de su intensidad relativamente débil, la tormenta trajo lluvias muy fuertes sobre el noreste de Estados Unidos y Nueva Inglaterra, causando inundaciones generalizadas en muchas áreas, incluidas ciudades como Nueva York y Boston. Los cortes de energía rápidamente se volvieron extensos en la región. Después de Henri, se establecieron muchas tripulaciones de todo Estados Unidos para ayudar con los esfuerzos de recuperación y rescates. La tormenta causó menos daños en general de lo que se temía inicialmente, debido a una caída a tierra más débil y una tendencia de debilitamiento más rápida en comparación con lo que se pronosticó anteriormente. Henri continuó trayendo grandes cantidades de lluvia mientras se debilitaba sobre la tierra, lo que prolongaba las inundaciones y los cortes de energía. Se atribuyeron 2 muertes a la tormenta en Estados Unidos y alrededor de $700 millones en daños.

### Huracán Ida
El 23 de agosto, el NHC comenzó a monitorear una onda tropical sobre el este del Mar Caribe. A medida que se acercaba a Centroamérica, las condiciones ambientales favorables le permitieron organizarse rápidamente y, a las 15:00 UTC del 26 de agosto, se convirtió en la novena depresión tropical de la temporada. Un avión de la Fuerza Aérea encontró vientos con fuerza de tormenta tropical dentro del sistema seis horas más tarde, y posteriormente se le dio el nombre de Ida a las 21:00 UTC de ese día. A medida que Ida viajaba hacia el noroeste, las altas temperaturas de la superficie del mar y el contenido de calor del océano, junto con la baja cizalladura del viento, permitieron que se intensificara rápidamente hasta convertirse en un huracán de categoría 1. Ida tocó tierra como un huracán de categoría 1 en la Isla de la Juventud en Cuba a las 18:00 UTC del 27 de agosto con vientos de 120 km/h (75 mph) y una presión de 987 mbar. Después de salir a los mares al sur del oeste de Cuba Ida se intensificó un poco y ese mismo día a las 23:20 UTC, Ida tocó tierra por segunda vez en Pinar del Río, Cuba, con vientos de 130 km/h (80 mph) y una presión central mínima de 985 mbar. Una vez que dejó de interactuar con tierra cubana las condiciones cada vez más favorables continuaron permitiendo que la estructura de Ida mejorara, y las imágenes de satélite mostraron que el sistema estaba comenzando a desarrollar su canal de salida hacia uno más robusto, y un ojo naciente lleno de nubes lo acompañó. Posteriormente, se intensificó en un huracán de categoría 2 y luego en un huracán de categoría 3 el 29 de agosto a las 06:00 UTC cuando el sistema despejó un ojo cálido. A las 07:00 UTC de ese día, el NHC actualizó Ida a un huracán de categoría 4 después de sufrir una intensificación explosiva. A medida que Ida se acercaba a la costa de sur de Estados Unidos, alcanzó su intensidad máxima, con velocidades de viento sostenidas de 1 minuto de 240 km/h (150 mph) y una presión central mínima de 929 mbar, alrededor de las 14:00 UTC. El fortalecimiento se detuvo cuando la tormenta comenzó un ciclo de reemplazo de la pared del ojo, formando una segunda pared del ojo, pero Ida permaneció cerca de su intensidad máxima. A las 16:55 UTC del 29 de agosto, Ida tocó tierra cerca de Port Fourchon, Luisiana, con vientos sostenidos de 240 km/h (150 mph) y una presión central de 930 mbar, empatando con el huracán Last Island de 1856 y el Huracán Laura de 2020 como el huracán que toca tierra más fuerte registrado en Luisiana, medido por el viento máximo sostenido, y solo por detrás del Huracán Katrina, medido por la presión central al tocar tierra. Después de tocar tierra, Ida se debilitó lentamente al principio, siendo un huracán importante y peligroso. A medida que la tormenta avanzaba tierra adentro, Ida comenzó a debilitarse rápidamente. El 30 de agosto, Ida se debilitó hasta convertirse en depresión, a medida que avanzaba hacia el interior. El sistema degeneró en un ciclón postropical dos días después, mientras se movía sobre las montañas centrales de los Apalaches.
Los árboles fueron derribados y muchas casas fueron destruidas cuando Ida pasó sobre Cuba. La energía se perdió en toda Nueva Orleans debido a la tormenta, que causó daños importantes generalizados en la ciudad y sus alrededores. Se informó una ráfaga de viento de 149 mph (240 km/h) en Port Fourchon, cuando Ida tocó tierra y la marejada ciclónica afectó a todo el sureste de Luisiana. Los restos de la tormenta generaron un brote de tornado e inundaciones repentinas generalizadas en el noreste de los Estados Unidos con varias emergencias de inundaciones repentinas y una emergencia de tornado emitida en áreas que se extienden desde Filadelfia hasta la ciudad de Nueva York. Un tornado EF2 causó daños considerables en Annapolis, Maryland, mientras que un tornado EF3 dañó gravemente o destruyó varias viviendas en Mullica Hill, Nueva Jersey. Otro tornado EF2 causó una muerte en Pensilvania. Las inundaciones catastróficas generalizadas cerraron la mayor parte del sistema de transporte en la ciudad de Nueva York. Ida dejó en total 109 fallecimientos, 89 en Estados Unidos y 20 en Venezuela y aproximadamente $75.25 mil millones en daños. 

### Tormenta tropical Kate
El Centro Nacional de Huracanes comenzó a monitorear una onda tropical al sur de Cabo Verde el 23 de agosto. Una vez que el sistema adquirió las características de un ciclón tropical, fue designado como Depresión tropical Diez a las 06:00 UTC del 28 de agosto a unos 1125 km (700 millas) al este de las Islas de Sotavento. Durante los siguientes dos días, la depresión se mantuvo mal organizada como se mostraba en las imágenes de satélite. A las 06:00 UTC del 30 de agosto, los datos de satélite indicaron que la depresión tropical había sostenido velocidades de viento de 65 km/h (40 mph) y se le dio el nombre de Kate ubicada a cientos de kilómetros al este de las Islas de Sotavento. Seis horas después, a las 12:00 UTC alcanzó su máxima intensidad con vientos máximos sostenidos de 75 km/h (45 mph) y una presión mínima de 1004 mbar. La fuerte cizalladura del oeste-noroeste inhibió el fortalecimiento adicional al desplazar la actividad convectiva de la tormenta bien hacia el este de su centro, que en la mañana del 31 de agosto estaba completamente expuesto en imágenes de satélite visibles. En consecuencia, Kate fue degradada a depresión tropical a las 12:00 UTC de ese día. Durante el resto de ese día y el día siguiente, Kate continuó perdiendo organización ya que estaba siendo afectada por fuertes vientos cortantes y como consecuencia, a las 18:00 UTC del 1 de septiembre se disipó, ya que no tenía una circulación bien definida a unos 1345 km (835 millas) al noreste del norte de las Islas de Sotavento.

### Tormenta tropical Julian
El 20 de agosto a las 00:00 UTC, el NHC comenzó a monitorear una onda tropical frente a la costa de África. La ola se movió hacia el noroeste hacia la cresta subtropical del Atlántico, luego se movió posteriormente hacia el norte. La perturbación luego se trasladó hacia el este y adquirió circulación en niveles bajos y posteriormente se convirtió en una depresión tropical a las 18:00 UTC del 28 de agosto a 700 millas (1127 km) al este de Bermudas. El sistema continuó organizándose y doce horas después, a las 06:00 UTC del 29 de agosto, la depresión alcanzó vientos con velocidades de una tormenta tropical, y se le asignó el nombre de Julian localizada en ese momento a 775 millas (1248 km) al este de Bermudas. A última hora del 29 de agosto, Julian comenzó a interactuar con un área de capa profunda de baja presión ubicada al este de Terranova. La tormenta se fortaleció un poco y se aceleró hacia el noreste alcanzando su máxima intensidad a las 06:00 UTC del 30 de agosto con vientos máximos sostenidos de 95 km/h (60 mph) y una presión central mínima de 993 mbar. Poco después Julian pasó por una transición extratropical y se convirtió en postropical a las 12:00 UTC del 30 de agosto a unas 750 millas (1208 km) al este-sureste de Cape Race, Terranova.

### Huracán Larry
El 26 de agosto, el NHC estaba monitoreando una onda tropical que iba a emerger de la costa de África Occidental. Pronto las condiciones ambientales para el sistema fueron favorables y el 30 de agosto, las imágenes de viento obtenidas por el satélite indicaron que se había formado un área de baja presión. La perturbación continuó organizándose al día siguiente, y a las 18:00 UTC del 31 de agosto, se convirtió en la Depresión Tropical Doce a unos 450 km (280 millas) al sur-sureste de las islas de Cabo Verde. Más tarde, a las 00:00 UTC del 1 de septiembre, la depresión se fortaleció en la Tormenta tropical Larry. Después de recibir su nombre, Larry mostraría una característica similar a un ojo a medida que la tormenta comenzaba a intensificarse rápidamente. A las 06:00 UTC del 2 de septiembre, solamente 30 horas después de recibir el nombre, Larry se convirtió en huracán de categoría 1 al sostener vientos de 120 km/h (75 mph). Después de convertirse en un huracán, Larry pausó un poco su intensificación rápida debido a que comenzó un ciclo de reemplazo de la pared del ojo, el cual fue interrumpido por la intrusión de aire seco y vientos cortantes. Después de superar estos obstáculos Larry retomó su intensificación rápida y alcanzó la intensidad de categoría 2 a las 18:00 UTC del 3 de septiembre al sostener vientos de 165 km/h (105 mph) y solo seis horas después, a las 00:00 UTC del 4 de septiembre, se convirtió en el tercer huracán importante de la temporada al alcanzar la categoría 3.  Continuó intensificándose y alcanzó vientos máximos sostenidos de 205 km/h (125 mph) y una presión de 956 mbar a las 06:00 UTC del 4 de septiembre y después se debilitó un poco debido a un ciclo de reemplazo de la pared del ojo pero al día siguiente después de completarlo volvió a intensificarse y alcanzó su máxima intensidad a las 12:00 UTC del 5 de septiembre con vientos máximos sostenidos de 205 km/h (125 mph) y una presión central mínima de 953 mbar, al borde de alcanzar la categoría 4. Mantuvo su intensidad máxima durante el resto de ese día ya que adquirió características anulares sobre aguas abiertas del Atlántico. Pronto los aviones de reconocimiento encontraron una tormenta más débil, ya que la pared del ojo de la tormenta comenzó a volverse menos definida. Pronto la tormenta se debilitaría hasta degradarse a un huracán de categoría 2 a las 12:00 UTC del 7 de septiembre. Larry siguió siendo un huracán de categoría 2 por casi dos días más mientras se movía hacia el noroeste. Las temperaturas más frías de la superficie del mar comenzaron a debilitar aún más a Larry y fue degradado a huracán de categoría 1 el 9 de septiembre a las 06:00 UTC y en la tarde de ese día pasó justo al este de Bermudas. En la mañana del 10 de septiembre Larry inclinó su rumbo al noreste manteniendo la fuerza de categoría 1 y a las 03:30 UTC del 11 de septiembre, tocó tierra en Terranova, Canadá como un huracán de categoría 1 con vientos sostenidos de 130 km/h (80 mph) y una presión central mínima de 958 mbar. Después de tocar tierra, Larry aceleró rápidamente hacia el noreste, con una velocidad de avance de 77 km/h (48 mph), mientras atravesaba una transición extratropical. Unas horas después, a las 12:00 UTC de ese día, hizo la transición a un ciclón postropical cuando su convección se disipó y sus centros de circulación de nivel medio y bajo se separaron ubicado a más de 480 km (300 millas) al noreste de Terranova, Canadá.
Larry pasó al este de Bermuda como un huracán de categoría 1, causando daños mínimos. En Puerto Rico y las Islas Vírgenes de Estados Unidos mató a una persona en cada isla debido al fuerte oleaje y corrientes de resaca. Las marejadas generadas por el poderoso y expansivo campo de viento de Larry mataron a tres personas frente a la costa este de los Estados Unidos. En Terranova, Larry provocó más de 60.000 cortes de energía y dañó edificios. Los poderosos restos extratropicales de Larry fueron paralelos a la costa este de Groenlandia el 12 de septiembre, lo que provocó más de 4 pies (1,2 m) de nieve y ráfagas de viento con fuerza de huracán en gran parte del interior del este de Groenlandia. En general Larry mató a 5 personas (3 en Estados Unidos, 1 en Puerto Rico y 1 en las Islas Vírgenes de Estados Unidos y dejó alrededor de $25 millones en daños.

### Tormenta tropical Mindy
El 30 de agosto, el NHC comenzó a monitorear el sur del Mar Caribe, donde se esperaba que se formara una amplia zona de baja presión. Después de que se formó la baja, se trasladó a lo largo de la costa caribeña de América Central, a través de la Península de Yucatán y hacia el Golfo de México. Después de trasladarse al noreste del Golfo, la perturbación se organizó mejor y, a las 18:00 UTC del 8 de septiembre, el NHC inició avisos sobre la tormenta tropical Mindy con vientos máximos sostenidos de 65 km/h y una presión central de 1006 mbar ubicada a 225 km (140 millas) al suroeste de Apalachicola, Florida. Durante la noche de ese día, Mindy comenzó a intensificarse rápidamente y a la 01:15 UTC del 9 de septiembre, Mindy tocó tierra en St. Vincent Island, en el Panhandle de Florida, a unas 10 millas (15 km) al oeste-suroeste de Apalachicola, Florida, en su máxima intensidad con vientos máximos sostenidos de 95 km/h (60 mph) y una presión central mínima de 1000 mbar. Unas horas más tarde, a las 12:00 UTC de ese día, como resultado de la interacción con tierra Mindy se debilitó a una depresión tropical sobre el sureste de Georgia. y a las 15:00 UTC, se había trasladado de la costa de Georgia al Océano Atlántico. Mindy se convirtió en un remanente bajo cerca de las 00:00 UTC del 10 de septiembre a unos 240 km (150 millas) al sureste de Wilmington, Carolina del Norte, se fusionó con un frente frío unas horas más tarde y finalmente se disipó cerca de las 00:00 UTC del 11 de septiembre.
Mientras se movía por México, el precursor de Mindy mató a un total de 23 personas y causó pérdidas de $ 75 millones (2021 USD ) como resultado de las inundaciones. Mientras Mindy rastreaba el sureste de los Estados Unidos, se informaron daños menores a través de vientos con fuerza de tormenta tropical y fuertes lluvias.

### Huracán Nicholas
Una activa onda tropical emergió de la costa occidental de África el 28 de agosto. Moviéndose hacia el oeste la onda entró en el Mar Caribe el 4 de septiembre y posteriormente cruzó hacia Centroamérica el 8 de septiembre. A las 06:00 UTC del 9 de septiembre, el Centro Nacional de Huracanes (NHC) comenzó a monitorear una parte de esa onda tropical que aún estaba sobre el Mar Caribe occidental en busca de desarrollo potencial. La onda avanzó sobre la Península de Yucatán hacia la Bahía de Campeche y el 11 de septiembre entró en el suroeste del Golfo de México donde desarrolló un área pequeña de convección. Las lluvias y tormentas eléctricas asociadas con este sistema aumentaron y se organizaron mejor el 12 de septiembre, y sus vientos máximos sostenidos alcanzaron los 65 km/h (40 mph), según lo confirmado por un vuelo de cazadores de huracanes de la Fuerza Aérea esa mañana. Como resultado, se convirtió en la Tormenta tropical Nicholas a las 12:00 UTC de ese mismo día ubicado en ese momento sobre el suroeste del Golfo de México y a unos 185 km (115 millas) al noreste de Veracruz, México. Después de formarse, se descubrió que la tormenta no estaba muy organizada, ya que carecía de características de bandas convectivas y el centro tampoco estaba bien definido. Después de imágenes satelitales de radar y aviones, se encontró que el centro se había reformado 150 millas náuticas más al norte de lo esperado y la tormenta había ganado velocidad de traslación. La tormenta entró en la parte sur de una gran área de convección profunda, ya que los signos de la formación de una estructura de la pared del ojo comenzaban a hacerse prominentes. La estructura de la pared del ojo se disipó y un nuevo centro comenzó a reformarse al norte-noreste del anterior. Durante todo este tiempo, a pesar de condiciones adversas, Nicholas fue intensificándose poco a poco a medida que avanzaba sobre el oeste del Golfo de México. En consecuencia, a las 00:00 UTC del 14 de septiembre, el sistema se actualizó a un huracán de categoría 1 con vientos de 120 km/h (75 mph) y una presión central mínima de 988 mbar, alcanzando en este punto su máxima intensidad situado a unos 40 km (25 millas) al sur-suroeste de Matagorda, Texas. Poco después, a las 05:30 UTC de ese día, Nicholas tocó tierra en la Península de Matagorda, Texas, a unos 15 km (10 millas) al oeste-suroeste de Sargent Beach, Texas, con vientos máximos sostenidos de 120 km/h (75 mph) y una presión de 991 mbar. Después de tocar tierra, Nicholas comenzó a debilitarse rápidamente y se degradó a la fuerza de una tormenta tropical, a las 12:00 UTC de ese día a unos 40 km (25 millas) al sur-suroeste de Houston, Texas. El debilitamiento de Nicholas continuó y fue degradado a depresión tropical a las 00:00 UTC del 15 de septiembre, a medida que avanzaba lentamente por el sur de Luisiana, donde los residentes aún se estaban recuperando después del Huracán Ida solo 17 días antes. Finalmente, a las 18:00 UTC de ese mismo día, Nicholas degeneró en un remanente bajo situado sobre el suroeste de Luisiana y a unos 40 km (20 millas) al oeste de Lafayette.
La tormenta trajo fuertes lluvias y marejadas ciclónicas a partes de Texas y Luisiana. Algunas de las áreas afectadas aún se estaban recuperando de los efectos del Huracán Ida, que afectó la costa del golfo de Estados Unidos unas semanas antes. El Huracán Nicholas mató a un total de cuatro personas en Estados Unidos y dejó daños de $1 mil millones de dólares.

### Tormenta tropical Odette
El 11 de septiembre, el Centro Nacional de Huracanes (NHC) comenzó a monitorear un área de baja presión sobre el sureste de Bahamas. El sistema ascendió lentamente hacia la cosa de los Estados Unidos durante los siguientes días. El 17 de septiembre el sistema comenzó a organizarse mejor y a las 18:00 UTC de ese día, se convirtió en la Tormenta tropical Odette a 240 km (150 millas) al este de la frontera entre Carolina del Norte y Virginia. Poco después de su formación, Odette comenzó a mostrar características extratropicales. Doce horas después, a las 06:00 UTC del 18 de septiembre, Odette alcanzó su máxima intensidad con vientos máximos sostenidos de 75 km/h (45 mph) y una presión central mínima de 1005 mbar. Durante el proceso de transición a un ciclón extratropical, su convección profunda se desplazó consistentemente bien hacia el este de un centro mal definido debido a la fuerte cizalladura del viento del oeste. La circulación del sistema se alargó de suroeste a noreste y contenía múltiples remolinos de nubes bajas. Odette completó la transición extratropical seis horas después, convirtiéndose en un ciclón postropical a las 12:00 UTC del 18 de septiembre a 400 km (250 millas) al este-sureste de Atlantic City, Nueva Jersey. Después de degenerar en un sistema de baja presión no tropical, los remanentes de Odette se desplazaron hacia el Atlántico norte el 19 de septiembre, produciendo vientos huracanados. Después, los restos de Odette continuaron moviéndose hacia el Atlántico, moviéndose hacia el noreste, antes de girar hacia el sur, y luego girando hacia el norte y hacia el oeste. Durante este tiempo, el NHC monitoreó los remanentes de Odette en busca de la posibilidad de volver a desarrollarse en un ciclón tropical o subtropical, y el NHC aumentó las posibilidades de reconstrucción de Odette al 60% el 23 de septiembre. Sin embargo, el 24 de septiembre, la mayor parte de la convección del sistema se disipó, mientras que el sistema se volvió hacia el este una vez más, y con las condiciones cada vez más hostiles, el NHC redujo las posibilidades de reorganización de Odette al 0%.

### Tormenta tropical Peter
A las 06:00 UTC del 11 de septiembre, el Centro Nacional de Huracanes (NHC) comenzó a monitorear una onda tropical que se espera se moviera frente a la costa oeste de África. La ola se movió hacia el oeste a través del Atlántico central durante varios días. Para el 17 y 18 de septiembre los chubascos y tormentas eléctricas se habían concentrado alrededor del sistema pero aún no tenía un centro bien definido para ser considerado un ciclón tropical. Más tarde el 18 de septiembre los datos de satélites indicaron que el sistema comenzó a definir su centro de circulación y se organizó un poco mejor y para las 00:00 UTC del 19 de septiembre se convirtió en una depresión tropical localizado a unos 845 km (525 millas) al este de las Islas de Sotavento del norte. Seis horas después, a las 06:00 UTC, se actualizó al estado de tormenta tropical y se le asignó el nombre de Peter. Después de convertirse en tormenta las condiciones se tornaron relativamente favorables para intensificarse en un corto período de tiempo y a las 18:00 UTC de ese mismo día alcanzó su intensidad máxima con vientos máximos sostenidos de 85 km/h (50 mph) y una presión mínima central de 1005 mbar. A medida que la tormenta se acercaba a las Islas de Sotavento del norte el 20 de septiembre, estaba siendo azotada por una cizalladura constante del viento del suroeste de alrededor de 55 km/h (35 mph) de una baja superior cercana. Como resultado, el centro de bajo nivel de Peter fue desplazado aproximadamente a 160 km (100 millas) al oeste de sus lluvias y tormentas eléctricas, y como consecuencia paró su intensificación. El sistema trajo fuertes lluvias al norte de las Islas de Sotavento, las Islas Vírgenes y Puerto Rico el 21 de septiembre, mientras seguía su trayectoria hacia el este y comenzaba a debilitarse gradualmente. Debido a la continua y fuerte cizalladura del viento, sus lluvias más intensas se mantuvieron lejos de las islas por encima del agua. A las 18:00 UTC de ese día, el sistema se debilitó a una depresión tropical justo al norte de las Islas Vírgenes. Peter siguió degradándose y alrededor de las 00:00 UTC del 23 de septiembre, degeneró en un remanente bajo a 320 km (200 millas) al norte de Puerto Rico. El 25 de septiembre, el NHC comenzó a monitorear un área de lluvias desorganizadas y tormentas eléctricas al sur de las Bermudas asociadas con los restos de Peter para su desarrollo potencial e incluso llegó a desarrollar un centro de bajo nivel para el 28 de septiembre. Sin embargo las lluvias y tormentas eléctricas eran bien escasas como para que Peter volviera a desarrollarse y se le cerraron las oportunidades.

### Tormenta tropical Rose
A las 00:00 UTC del 15 de septiembre, el Centro Nacional de Huracanes comenzó a monitorear una onda tropical que estaba próxima a emerger de África hacia el Océano Atlántico. Temprano el 16 de septiembre la onda entró en aguas del Atlántico oriental. Después de moverse hacia el oeste sobre Atlántico tropical oriental, se formó un centro de baja presión el 18 de septiembre y el sistema, aunque estaba un poco desorganizado todavía, comenzó a mostrar signos de organización. A las 00:00 UTC del 19 de septiembre, la perturbación había adquirido una circulación bien definida y una convección profunda organizada suficiente para que se le designara como depresión tropical a unos 523 km (325 millas) al sur-suroeste de las islas de Cabo Verde. El aire seco y la cizalladura del viento impedían que la depresión se fortaleciera, sin embargo, más tarde ese día, las imágenes de satélite mostraron que la convección profunda había aumentado dentro del ciclón y que su estructura general había seguido mejorando y como resultado, la depresión se convirtió en la tormenta tropical Rose a las 18:00 UTC de ese día. A medida que la tormenta se movía hacia el noroeste sobre el Atlántico tropical oriental el 20 de septiembre encontró brevemente condiciones favorables para intensificarse y alcanzó su máxima intensidad a las 00:00 UTC del 21  de septiembre con vientos máximos sostenidos de 95 km/h (60 mph) y una presión central mínima de 1004 mbar. Sin embargo, en la mañana de ese día, Rose entró en un entorno hostil y comenzó a debilitarse paulatinamente siendo acosada por una fuerte cizalladura del viento lo que dejó expuesto su centro de circulación de bajo nivel y toda la actividad de las fuertes tormentas se limitó al lado este del centro. Como consecuencia, a las 06:00 UTC del 22 de septiembre, Rose se debilitó a una depresión tropical. Poco después la convección de Rose se disipó y degeneró en un remanente bajo a las 12:00 UTC de ese mismo día a unos 1370 km (850 millas) al oeste-noroeste de las islas de Cabo Verde.

### Huracán Sam
El 19 de septiembre el Centro Nacional de Huracanes (NHC) comenzó a monitorear una onda tropical sobre África Occidental, que se esperaba que emergiera al Atlántico en un día, que tenía el potencial de ciclogénesis tropical.  La onda tropical pronto emergió al Atlántico; Si bien el sistema permaneció inicialmente desorganizado, la organización aumentó rápidamente el 21 de septiembre, y el NHC aumentó las posibilidades de desarrollo del sistema en los dos días siguientes al 90% para el 22 de septiembre. El disturbio se organizó más y a las 18:00 UTC de ese día, el NHC inició avisos sobre la Depresión Tropical Dieciocho localizada en ese momento a 925 km (575 millas) al oeste-suroeste de las islas más al sur de Cabo Verde. El sistema se fortaleció rápidamente a medida que avanzaba hacia el oeste, y a las 06:00 UTC del 23 de septiembre, la depresión se fortaleció hasta convertirse en una tormenta tropical, y se le asignó el nombre de Sam. Sam continuó intensificándose rápidamente sobre las aguas abiertas del Atlántico moviéndose sobre aguas cálidas con temperaturas de alrededor de 28-29 °C. Veinticuatro horas después de ser designado como una tormenta tropical, a las 06:00 UTC del 24 de septiembre, Sam se convirtió en el séptimo huracán de la hiperactiva temporada de huracanes de 2022 como un huracán categoría 1 con vientos máximos de 120 km/h (75 mph), localizado en ese momento a 1780 km (1100 millas) al este de las Islas de Sotavento. Después de estabilizarse brevemente en intensidad, la tormenta comenzó a experimentar una rápida intensificación a partir de la tarde-noche de ese mismo día, alcanzando la fuerza de categoría 2 a las 00:00 UTC del 25 de septiembre y a las 12:00 UTC de ese día, Sam se convirtió en el cuarto y último huracán mayor del 2022 en el Atlántico al alcanzar vientos de un huracán de categoría 3 con 195 km/h (120 mph). Sam siguió organizándose rápidamente en el satélite, con un ojo bien definido incrustado en una formación central densa nublada. Esto permitió que la tormenta se fortaleciera y se convirtiera en un huracán de categoría 4 solo seis horas después, a las 18:00 UTC del 25 de septiembre.
El 26 de septiembre a las 00:00 UTC, Sam llegó a los 240 km/h (150 mph) de vientos máximos sostenidos, intensidad que mantuvo hasta cerca de las 18:00 UTC de ese día ya que el NHC estimó que Sam alcanzó su intensidad máxima como un huracán de categoría 4 de alto nivel con vientos máximos sostenidos de 250 km/h (155 mph) y una presión mínima de 927 mbar, lo que convierte a Sam en el huracán más fuerte y poderoso de toda la temporada de 2022 atlántica. Sam se debilitó brevemente hasta convertirse en un huracán de categoría 3 debido a un ciclo de reemplazo de la pared del ojo y un ligero aumento de la cizalladura del viento antes de volver a fortalecerse a un huracán de categoría 4 a las 06:00 UTC del 28 de septiembre con vientos máximos de 210 km/h (130 mph). Mantuvo esa intensidad por alrededor de 42 horas, mientras pasaba por otro ciclo de reemplazo de la pared del ojo, antes de que Sam comenzara otra tendencia de fortalecimiento mientras aumentaba de tamaño. Temprano el 1 de octubre a las 06:00 UTC, Sam alcanzó su pico secundario, con vientos máximos sostenidos de 240 km/h (150 mph) y una presión central de 936 mbar, mientras avanzaba hacia el norte-noroeste. La tormenta giró hacia el norte y luego hacia el noreste, pasando al este-sureste de las Bermudas.  A partir de las 00:00 UTC del 2 de octubre, Sam comenzó a debilitarse gradualmente a medida que avanzaba sobre las temperaturas más frías de la superficie del mar. Fue degradado por un gran huracán el 3 de octubre alrededor de las 06:00 UTC. Luego de llegar a tener vientos de 155 km/h (100 mph), Sam logró volver a fortalecerse brevemente después de otro ciclo de reemplazo de la pared del ojo alrededor de las 00:00 UTC del 4 de octubre pero solo llegó hasta los 165 km/h (105 mph) de vientos máximos sostenidos. El patrón de nubes del huracán comenzó a degradarse nuevamente más tarde ese día y se debilitó a una fuerza de Categoría 1 al final de ese día. Temprano el 5 de octubre, el huracán completó su transición a un poderoso ciclón postropical sobre el lejano Atlántico Norte entre Terranova e Islandia. 
El huracán trajo marejadas peligrosas a las Antillas Menores y la costa este de los Estados Unidos, aunque permaneció a más de 900 millas (1450 km) de la costa de esta última. A pesar de pasar muy al este de las Bermudas, Sam produjo vientos con fuerza de tormenta tropical en la isla, aunque cada sitio de registro se elevó sobre el suelo. El Museo Nacional de las Bermudas observó una ráfaga de viento de 85 km/h (53 mph), con el anemómetro a 46 m (150 pies) sobre el nivel del mar.

### Tormenta subtropical Teresa
El 23 de septiembre, el Centro Nacional de Huracanes (NHC) comenzó a monitorear una superficie no tropical baja al sureste de las Bermudas en busca de un posible desarrollo tropical o subtropical. A medida que el sistema se movía hacia el noroeste al día siguiente e interactuaba con un canal en el nivel superior, se formó un centro bien definido; la baja también producía vientos huracanados en el lado norte de su circulación. El sistema continuó ganando en organización e intensidad y a las 06:00 UTC del 24 de septiembre se convirtió en la Depresión Subtropical Diecinueve localizada a unos 240 km (150 millas) al este-sureste de Bermudas. A las 12:00 UTC de ese mismo día el sistema se fortaleció aún más y se convirtió en la Tormenta subtropical Teresa localizada al este-noroeste de Bermudas. Teresa se fortaleció un poco más y a las 18:00 UTC de ese día alcanzó su máxima intensidad con vientos máximos sostenidos de 75 km/h (45 mph) y una presión mínima central de 1008 mbar. Sin embargo, las aguas frías, el aire seco y la cizalladura del viento pronto debilitaron la tormenta, y se degradó a depresión subtropical a las 12:00 UTC del 25 de septiembre, mientras se encontraba al norte de Bermuda. Seis horas más tarde, a las 18:00 UTC de ese día el sistema se volvió postropical, ya que degeneró en un remanente bajo justo al norte de las Bermudas.

### Tormenta tropical Victor
El 23 de septiembre, el Centro Nacional de Huracanes comenzó a monitorear una onda tropical que se pronosticaba que pronto se movería frente a la costa occidental de África. Una vez que lo hizo el 27 de septiembre, se formó un área de baja presión y se hizo cada vez más organizada, con una intensa actividad de tormentas aumentando a medida que avanzaba hacia el noroeste. El sistema continuó intensificándose y a las 12:00 UTC del 29 de septiembre se convirtió en la Depresión tropical Veinte a unos 750 km (465 millas) al sur de las islas de Cabo Verde. La depresión continuó ganando en organización e intensidad y solo seis horas después de su formación como depresión tropical, a las 18:00 UTC de ese día, se convirtió en la Tormenta tropical Victor. Moviéndose hacia el oeste-noroeste durante los días siguientes, Víctor encontró condiciones favorables en el área para un desarrollo gradual, organizándose mejor. Alcanzó su máxima intensidad a las 12:00 UTC del 1 de octubre con vientos máximos sostenidos de 100 km/h (65 mph) y una presión central mínima de 997 mbar a unos 965 km (600 millas) al oeste-suroeste de las islas de Cabo Verde. Mantuvo su intensidad máxima por seis horas más, sin embargo comenzó a debilitarse y a desorganizarse gradualmente a partir del 2 de octubre debido a la cizalladura del viento del sur y la presencia de aire seco. Como resultado, Víctor se debilitó a una depresión tropical a las 18:00 UTC de ese mismo día. La circulación de bajo nivel de Víctor se volvió alargada y a las 12:00 UTC del 4 de octubre, la depresión degeneró en un canal de baja presión mientras se encontraba ubicado a más de 1930 km (1200 millas) al oeste de las islas de Cabo Verde.

### Tormenta tropical Wanda
El 24 de octubre, el Centro Nacional de Huracanes (NHC) comenzó a monitorear una perturbación no tropical cerca de la costa este de los Estados Unidos. Anticipando que pronto se convertiría en un fuerte sistema de baja presión, un nordeste, a medida que avanzaba hacia el norte por la costa, y luego posiblemente desarrollara características tropicales o subtropicales posteriormente mientras se alejaba de la costa. La tormenta trajo fuertes lluvias, vientos dañinos e inundaciones costeras en áreas en el noreste de los Estados Unidos. Entre el 25 y el 27 de octubre. Adquirió características subtropicales a principios del 31 de octubre, mientras se encontraba sobre el Atlántico central, y se le dio la nombre Wanda. A las 21:00 UTC del 1 de noviembre, el sistema había pasado a ser una tormenta tropical. 
Después de serpentear por el oeste de las Azores durante muchos días, a las 21:00 UTC del 6 de noviembre, Wanda comenzó a acelerar hacia el noreste, cuando un ciclón extratropical más grande se acercaba a la tormenta desde el oeste. Al día siguiente a las 15:00 UTC, el NHC lo declaró postropical, muy lejos del noroeste de estas islas, y detuvo sus boletines ya que los restos se fusionarían con la tormenta de latitud media en 24 horas.
En el apogeo del nordeste, la tormenta dejó a más de 617.000 clientes sin energía eléctrica en el noreste de los Estados Unidos y mató al menos a una persona.

## Estadísticas de temporada
Esta es una tabla de todos los sistemas que se han formado en la temporada de huracanes de 2021. Incluye su duración, nombres, áreas afectada(s), indicados entre paréntesis, daños y muertes totales. Las muertes entre paréntesis son adicionales e indirectas, pero aún estaban relacionadas con esa tormenta. Los daños y las muertes incluyen totales mientras que la tormenta era extratropical, una onda o un baja, y todas las cifras del daño están en USD 2021.
| DT | TT | 1 | 2 | 3 | 4 | 5 |

| Nombre                  | Fechas activo                   | Categoría de tormenta en intensidad máxima | Vientos máx. (km/h) | Presión min (hPa) | ACE      | Áreas afectadas                                | Áreas afectadas  | Áreas afectadas | Daños (en millones USD) | Muertos |
| Nombre                  | Fechas activo                   | Categoría de tormenta en intensidad máxima | Vientos máx. (km/h) | Presión min (hPa) | ACE      | Lugar                                          | Fecha            | Vientos (km/h)  | Daños (en millones USD) | Muertos |
| ----------------------- | ------------------------------- | ------------------------------------------ | ------------------- | ----------------- | -------- | ---------------------------------------------- | ---------------- | --------------- | ----------------------- | ------- |
| Ana                     | 22 – 23 de mayo                 | Tormenta tropical                          | 75 (45)             | 1004              | 0.81     | Ninguno                                        | Ninguno          | Ninguno         | N/A                     | 0       |
| Bill                    | 14 – 15 de junio                | Tormenta tropical                          | 100 (65)            | 992               | 1.0375   | Ninguno                                        | Ninguno          | Ninguno         | N/A                     | 0       |
| Claudette               | 19 – 22 de junio                | Tormenta tropical                          | 75 (45)             | 1003              | 1.0825   | Terrebonne Parish, Luisiana                    | 19 de junio      | 75 (45)         | $375 millones           | 17      |
| Danny                   | 27 – 29 de junio                | Tormenta tropical                          | 75 (45)             | 1009              | 0.405    | Pritchards Island, Carolina del Sur            | 28 de junio      | 65 (40)         | N/A                     | 0       |
| Elsa                    | 30 de junio – 9 de julio        | Huracán categoría 1                        | 140 (85)            | 991               | 9.9125   | Ciénaga de Zapata, Matanzas, Cuba              | 5 de julio       | 100 (65)        | $1.2 mil millones       | 13      |
| Elsa                    | 30 de junio – 9 de julio        | Huracán categoría 1                        | 140 (85)            | 991               | 9.9125   | Condado de Taylor, Florida                     | 7 de julio       | 100 (65)        | $1.2 mil millones       | 13      |
| Elsa                    | 30 de junio – 9 de julio        | Huracán categoría 1                        | 140 (85)            | 991               | 9.9125   | East Hampton, Nueva York                       | 9 de julio       | 95 (60)         | $1.2 mil millones       | 13      |
| Elsa                    | 30 de junio – 9 de julio        | Huracán categoría 1                        | 140 (85)            | 991               | 9.9125   | Westerly, Rhode Island                         | 9 de julio       | 95 (60)         | $1.2 mil millones       | 13      |
| Fred                    | 11 – 17 de agosto               | Tormenta tropical                          | 100 (65)            | 991               | 2.4325   | San Cristóbal, República Dominicana            | 11 de agosto     | 75 (45)         | $1.3 mil millones       | 7       |
| Fred                    | 11 – 17 de agosto               | Tormenta tropical                          | 100 (65)            | 991               | 2.4325   | Cayo Romano, Cuba                              | 13 de agosto     | 55 (35)         | $1.3 mil millones       | 7       |
| Fred                    | 11 – 17 de agosto               | Tormenta tropical                          | 100 (65)            | 991               | 2.4325   | Panhandle de Florida, Estados Unidos           | 16 de agosto     | 100 (65)        | $1.3 mil millones       | 7       |
| Grace                   | 13 – 21 de agosto               | Huracán categoría 3                        | 195 (120)           | 967               | 8.6425   | Oviedo, República Dominicana                   | 16 de agosto     | 65 (40)         | $513 millones           | 16      |
| Grace                   | 13 – 21 de agosto               | Huracán categoría 3                        | 195 (120)           | 967               | 8.6425   | Parroquia de Saint Mary, Jamaica               | 17 de agosto     | 95 (60)         | $513 millones           | 16      |
| Grace                   | 13 – 21 de agosto               | Huracán categoría 3                        | 195 (120)           | 967               | 8.6425   | Tulum, Quintana Roo, México                    | 19 de agosto     | 140 (85)        | $513 millones           | 16      |
| Grace                   | 13 – 21 de agosto               | Huracán categoría 3                        | 195 (120)           | 967               | 8.6425   | Tecolutla, Veracruz, México                    | 21 de agosto     | 195 (120)       | $513 millones           | 16      |
| Henri                   | 15 – 23 de agosto               | Huracán categoría 1                        | 120 (75)            | 986               | 7.78     | Block Island, Rhode Island                     | 22 de agosto     | 100 (65)        | $700 millones           | 2       |
| Henri                   | 15 – 23 de agosto               | Huracán categoría 1                        | 120 (75)            | 986               | 7.78     | Westerly, Rhode Island                         | 22 de agosto     | 100 (65)        | $700 millones           | 2       |
| Ida                     | 26 de agosto – 1 de septiembre  | Huracán categoría 4                        | 240 (150)           | 929               | 10.58    | Isla de la Juventud, Cuba                      | 27 de agosto     | 130 (80)        | $75.25 mil millones     | 109     |
| Ida                     | 26 de agosto – 1 de septiembre  | Huracán categoría 4                        | 240 (150)           | 929               | 10.58    | Pinar del Río, Cuba                            | 27 de agosto     | 130 (80)        | $75.25 mil millones     | 109     |
| Ida                     | 26 de agosto – 1 de septiembre  | Huracán categoría 4                        | 240 (150)           | 929               | 10.58    | Lafourche Parish y Terrebonne Parish, Luisiana | 29 de agosto     | 240 (150)       | $75.25 mil millones     | 109     |
| Kate                    | 28 de agosto – 1 de septiembre  | Tormenta tropical                          | 75 (45)             | 1004              | 0.65     | Ninguno                                        | Ninguno          | Ninguno         | N/A                     | 0       |
| Julian                  | 28 – 30 de agosto               | Tormenta tropical                          | 95 (60)             | 993               | 1.075    | Ninguno                                        | Ninguno          | Ninguno         | N/A                     | 0       |
| Larry                   | 31 de agosto – 11 de septiembre | Huracán categoría 3                        | 205 (125)           | 953               | 31.9375  | Terranova, Canadá                              | 11 de septiembre | 130 (80)        | $25 millones            | 5       |
| Mindy                   | 8 – 9 de septiembre             | Tormenta tropical                          | 95 (60)             | 1000              | 0.4475   | Panhandle de Florida, Estados Unidos           | 9 de septiembre  | 95 (60)         | $75 millones            | 23      |
| Nicholas                | 12 – 15 de septiembre           | Huracán categoría 1                        | 120 (75)            | 988               | 2.425    | Península de Matagorda, Texas, Estados Unidos  | 14 de septiembre | 120 (75)        | $1 mil millones         | 4       |
| Odette                  | 17 – 18 de septiembre           | Tormenta tropical                          | 75 (45)             | 1005              | 0.4425   | Ninguno                                        | Ninguno          | Ninguno         | N/A                     | 0       |
| Peter                   | 19 – 22 de septiembre           | Tormenta tropical                          | 85 (50)             | 1005              | 1.78     | Ninguno                                        | Ninguno          | Ninguno         | N/A                     | 0       |
| Rose                    | 19 – 22 de septiembre           | Tormenta tropical                          | 95 (60)             | 1004              | 1.4275   | Ninguno                                        | Ninguno          | Ninguno         | N/A                     | 0       |
| Sam                     | 22 de septiembre – 5 de octubre | Huracán categoría 4                        | 250 (155)           | 927               | 54.0075  | Ninguno                                        | Ninguno          | Ninguno         | N/A                     | 0       |
| Teresa                  | 24 – 25 de septiembre           | Tormenta subtropical                       | 75 (45)             | 1008              | 0.565    | Ninguno                                        | Ninguno          | Ninguno         | N/A                     | 0       |
| Victor                  | 29 de septiembre – 4 de octubre | Tormenta tropical                          | 100 (65)            | 997               | 2.4475   | Ninguno                                        | Ninguno          | Ninguno         | N/A                     | 0       |
| Wanda                   | 30 de octubre – 7 de noviembre  | Tormenta tropical                          | 95 (60)             | 983               | 5.67     | Ninguno                                        | Ninguno          | Ninguno         | N/A                     | 1       |
| Totales de la temporada |                                 |                                            |                     |                   |          |                                                |                  |                 |                         |         |
| 21 ciclones             | 22 de mayo - 7 de noviembre     |                                            | 250 (155)           | 927               | 145.5575 | '                                              | '                | '               | $80.438 mil millones    | 197     |

## Nombres de los ciclones tropicales
Los siguientes nombres fueron los usados para los ciclones tropicales que se formaron en el océano Atlántico norte en 2021. Los nombres no usados están marcados con gris. Los nombres retirados, en caso, serán anunciados por la Organización Meteorológica Mundial en la primavera de 2022. Los nombres que no fueron retirados serán usados de nuevo en la temporada del 2027. Esta es la misma lista utilizada en la temporada del 2015, a excepción de Elsa y Julian que reemplazaron a los nombres de Erika y Joaquín respectivamente. Los nombres de Elsa, Julian, Rose, Sam, Teresa, Victor y Wanda se usaron por primera vez en esta temporada.
| - Ana - Bill - Claudette - Danny - Elsa - Fred - Grace | - Henri - Ida - Julian - Kate - Larry - Mindy - Nicholas | - Odette - Peter - Rose - Sam - Teresa - Victor - Wanda |

### Nombres retirados
El 27 de abril de 2022 durante la XLIV sesión de la RA VI Hurricane Committee de la Organización Meteorológica Mundial retiró el nombre de Ida debido a los cuantiosos daños y perdidas humanas que había provocado. Será reemplazado por Imani en la temporada de 2027.